# يو إف سي 109
يو إف سي 109: لا هوادة فيها (بالإنجليزية: UFC 109: Relentless)‏ هو حدث لفنون القتال المختلطة نظمته يو إف سي، أُقيم في 6 فبراير 2010، على مركز أحداث ماندالاي باي في لاس فيغاس، نيفادا، الولايات المتحدة.